# Daniel Orsanic
Daniel Orsanic (* 11. Juni 1969 in Buenos Aires) ist ein ehemaliger argentinischer Tennisspieler und Tennistrainer.

## Leben
Orsanic wurde 1989 Tennisprofi. Seinen ersten Titel feierte er 1989 in Goiânia beim dortigen Turnier der ATP Challenger Tour. Das war der erste von zwei Turniersiegen im Einzel; den zweiten gewann er 1993 in Ljubljana. 1991 in San Luis Potosí erfolgte der erste Titel im Doppel. Nach weiteren Doppeltiteln 1992 gelang ihm 1993 sein erster Sieg bei einem Turnier der ATP Tour, als er an der Seite von Olli Rahnasto in San Marino gewann. Insgesamt konnte er im Laufe seiner Karriere acht ATP-Doppeltitel erringen. Der größte davon war der Sieg beim ATP-International-Series-Gold-Turnier von Stuttgart. Zudem gewann er zehn Doppeltitel der ATP Challenger Tour, davon allein fünf im Jahr 1997. Die höchste Notierung in der Tennisweltrangliste erreichte er 1993 mit Position 107 im Einzel sowie 1998 mit Position 24 im Doppel.
Im Einzel kam er bei den Grand-Slam-Turnieren nie über die erste Runde heraus. In der Doppelkonkurrenz erreichte er 1997 und 2000 jeweils das Halbfinale der French Open. 1997 unterlag er mit Lucas Arnold Ker, 2000 mit Jaime Oncins jeweils gegen Todd Woodbridge und Mark Woodforde. In der Mixed-Konkurrenz stand er bei den Australian Open, den French Open und den US Open jeweils im Achtelfinale.
Orsanic spielte 1999 eine Doppelpartie für die argentinische Davis-Cup-Mannschaft. An der Seite von Lucas Arnold Ker unterlag er im Doppel Andrés Gómez und Nicolás Lapentti aus Ecuador.
Letztmals regelmäßig spielte Orsanic Ende 2003. Danach ging er noch zweimal bei Turnieren im Doppel an den Start.
Im Anschluss an seine aktive Karriere arbeitete er als Trainer von Luis Horna, José Acasuso und Pablo Cuevas. 2007 war er Teamchef der argentinischen Mannschaft beim World Team Cup, welche die Veranstaltung für sich entscheiden konnte.
Von 2014 bis 2018 war er Kapitän der argentinischen Davis-Cup-Mannschaft. Im Jahr 2016 gewann dieses Team erstmals in der Geschichte des Landes das Turnier.

## Erfolge
| Legende                                                   |
| Grand Slam                                                |
| Tennis Masters Cup                                        |
| ATP Masters Series                                        |
| ATP Championship Series ATP International Series Gold (1) |
| ATP World Series ATP International Series (7)             |
| ATP Challenger Series (12)                                |

| ATP-Titel nach Belag |
| Hartplatz (0)        |
| Sand (8)             |
| Rasen (0)            |
| Teppich (0)          |

### Einzel

#### Turniersiege
| Nr. | Datum           | Turnier   | Belag | Finalgegner         | Ergebnis      |
| --- | --------------- | --------- | ----- | ------------------- | ------------- |
| 1.  | 27. August 1989 | Goiânia   | Sand  | Juan Pino           | 6:1, 3:6, 6:3 |
| 2.  | 9. Mai 1993     | Ljubljana | Sand  | Andrei Tscherkassow | 4:6, 6:2, 7:5 |

### Doppel

#### Turniersiege

##### ATP Tour
| Nr. | Datum              | Turnier      | Belag | Partner          | Finalgegner                          | Ergebnis      |
| --- | ------------------ | ------------ | ----- | ---------------- | ------------------------------------ | ------------- |
| 1.  | 15. Oktober 1993   | San Marino   | Sand  | Olli Rahnasto    | Juan Garat Roberto Saad              | 6:4, 1:6, 6:3 |
| 2.  | 31. Juli 1994      | Hilversum    | Sand  | Jan Siemerink    | David Adams Andrei Olchowski         | 6:4, 6:2      |
| 3.  | 26. Oktober 1997   | Mexiko-Stadt | Sand  | Nicolás Lapentti | Luis-Enrique Herrera Mariano Sánchez | 4:6, 6:3, 7:6 |
| 4.  | 2. August 1998     | Kitzbühel    | Sand  | Tom Kempers      | Joshua Eagle Mark Kratzmann          | 6:3, 6:4      |
| 5.  | 4. Oktober 1998    | Mallorca     | Sand  | Pablo Albano     | Jiří Novák David Rikl                | 7:69, 6:3     |
| 6.  | 2. Mai 1999        | München      | Sand  | Mariano Puerta   | Massimo Bertolini Cristian Brandi    | 7:6, 3:6, 7:6 |
| 7.  | 25. Juli 1999      | Stuttgart    | Sand  | Jaime Oncins     | Aleksandar Kitinov Jack Waite        | 6:2, 6:1      |
| 8.  | 30. September 2001 | Palermo      | Sand  | Tomás Carbonell  | Enzo Artoni Emilio Benfele Álvarez   | 6:2, 2:6, 6:2 |

##### Challenger Tour
| Nr. | Datum              | Turnier         | Belag | Partner          | Finalgegner                     | Ergebnis      |
| --- | ------------------ | --------------- | ----- | ---------------- | ------------------------------- | ------------- |
| 1.  | 21. März 1991      | San Luis Potosí | Sand  | Mauricio Hadad   | Scott Patridge Kenny Thorne     | 6:4, 3:6, 6:3 |
| 2.  | 12. Juli 1992      | Ulm             | Sand  | Gustavo Luza     | Bruce Derlin Steve Guy          | 6:3, 6:2      |
| 3.  | 21. August 1994    | Genf            | Sand  | Luis Lobo        | Brett Dickinson Glenn Wilson    | 1:6, 7:6, 6:4 |
| 4.  | 23. Februar 1997   | Punta del Este  | Sand  | Martín Rodríguez | Nelson Aerts Fernando Meligeni  | 6:2, 6:4      |
| 5.  | 11. Mai 1997       | Ljubljana       | Sand  | Lucas Arnold Ker | David Škoch Fernon Wibier       | 6:0, 6:4      |
| 6.  | 21. September 1997 | Stettin         | Sand  | Tom Kempers      | Cristian Brandi Filippo Messori | 6:3, 7:5      |
| 7.  | 16. November 1997  | Río Grande      | Sand  | Lucas Arnold Ker | Mariano Hood Sebastián Prieto   | 7:5, 3:6, 6:3 |
| 8.  | 30. November 1997  | Buenos Aires    | Sand  | Diego del Río    | Pablo Albano Luis Lobo          | 6:4, 4:6, 6:1 |
| 9.  | 17. Oktober 1999   | São Paulo       | Sand  | Jaime Oncins     | Mariano Hood Sebastián Prieto   | 6:2, 6:2      |
| 10. | 21. Oktober 2001   | Brasília        | Sand  | Luis Lobo        | Daniel Melo Alexandre Simoni    | kampflos      |

#### Finalteilnahmen
| Nr. | Datum              | Turnier      | Belag | Partner            | Finalgegner                       | Ergebnis       |
| --- | ------------------ | ------------ | ----- | ------------------ | --------------------------------- | -------------- |
| 1.  | 28. September 1997 | Bukarest     | Sand  | Hendrik Jan Davids | Luis Lobo Javier Sánchez          | 5:7, 5:7       |
| 2.  | 5. Oktober 1997    | Palermo (1)  | Sand  | Hendrik Jan Davids | Andrew Kratzmann Libor Pimek      | 6:3, 3:6, 6:7  |
| 3.  | 12. Juli 1998      | Gstaad       | Sand  | Cyril Suk          | Gustavo Kuerten Fernando Meligeni | 4:6, 5:7       |
| 4.  | 11. Oktober 1998   | Palermo (2)  | Sand  | Pablo Albano       | Donald Johnson Francisco Montana  | 4:6, 6:7       |
| 5.  | 1. November 1998   | Mexiko-Stadt | Sand  | David Roditi       | Jiří Novák David Rikl             | 4:6, 2:6       |
| 6.  | 6. Mai 2001        | München      | Sand  | Jaime Oncins       | Petr Luxa Radek Štěpánek          | 7:5, 2:6, 6:75 |
| 7.  | 27. Mai 2001       | St. Pölten   | Sand  | Jaime Oncins       | Petr Pála David Rikl              | 3:6, 7:5, 5:7  |